# Grotte du dragon de Béraire
La Grotte du dragon de Béraire, cavité souterraine naturelle creusée dans la falaise sur laquelle a été édifiée l'église Saint-Mesmin, se trouve en bord de Loire, sur le territoire de la commune de La Chapelle-Saint-Mesmin dans le département de Loiret, en région Centre-Val de Loire, France.

## Toponymie
Béraire (Berarius) est, au début de notre ère, le nom du propriétaire de la villa gallo-romaine (villa Berarii) qui surplombait la falaise dans laquelle se trouve la grotte.

## Situation

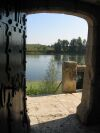
La Grotte du Dragon vue de l'intérieur.

Située au sein du calcaire de Beauce, c'est une cavité creusée par l'affouillement ancien d'eaux souterraines et par aléas naturels de la Loire dans la falaise, en surplomb du fleuve, sur laquelle a été édifiée au XIe siècle, l'église Saint-Mesmin.

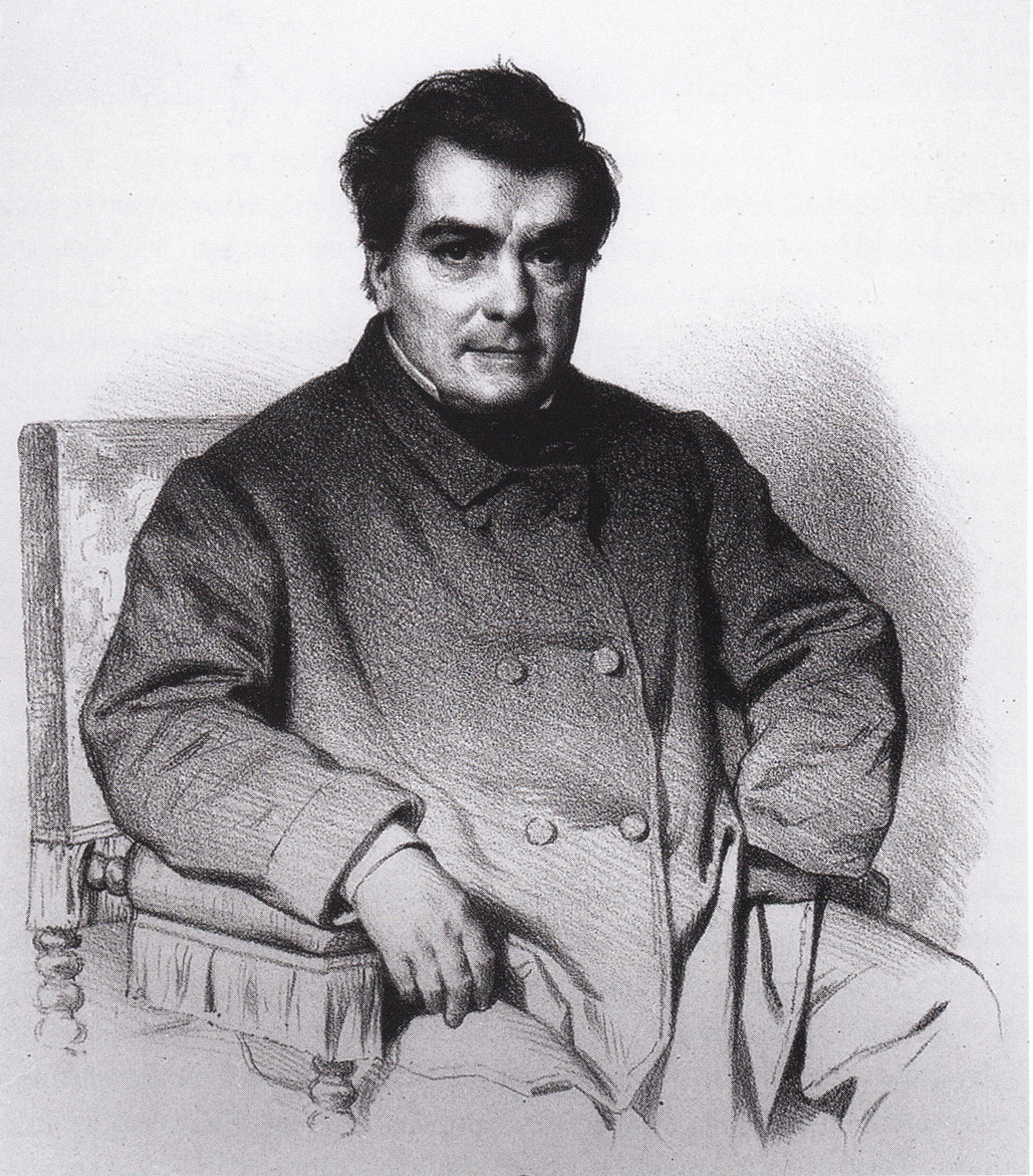
Ernest Pillon (1803-1874)

Faisant suite à la crue de la Loire de juin 1856, elle a été redécouverte le 24 novembre 1856 par l'archéologue Ernest Pillon.
La grotte est située à proximité du chemin de halage, sur le tracé du sentier de grande randonnée 3 (GR3, autrefois dénommé Sentier de Loire) et sur celui de l'un des quatre chemins de Compostelle : la Via Turonensis venant de Paris.
Elle a été répertoriée en 2006 comme « ouvrage de carrière exploité en chambres et piliers » par le bureau de recherches géologiques et minières (BRGM) sous l'identifiant CENAA0014505.

## Géologie
La grotte est apparue au cours de l'holocène.

### Extérieur
La roche est très fracturée comme en témoigne l'affleurement situé à proximité de l'entrée de la grotte, cavité résultant de la dissolution du calcaire par les eaux légèrement acides qui s'y infiltrent. La grotte, est donc essentiellement d'origine karstique mais doit son extension actuelle aux crues successives de la Loire et à la main humaine qui l'a agrandie au fil des siècles. Elle a été mise au jour de façon passive grâce à l’érosion progressive du coteau par le fleuve au cours de la période géologique Quaternaire.

### Sédimentologie
Le site montre dans la roche une alternance de bancs calcaires et marneux témoignant d'hétérogénéités sédimentaires au cours du dépôt pendant le Miocène.
Le sous-sol situé sous l'église jusqu'au niveau de la grotte, est composé de trois couches principales : argile calcaire (2,45 mètres), de roche calcaire (3,95 mètres) et de marne crayeuse (8,01 mètres), soit un total de hauteur de la falaise d'environ 15 mètres. La grotte elle-même devait être auparavant plus profonde et enserrée par les deux appointements rocheux qui l'entourent.

## Histoire
La grotte du dragon de Béraire, située juste en dessous de la Villa Béraire (Villa Berarii), domaine dépendant de l'abbaye de Micy , aurait été, selon la légende, le repaire d'un dragon tué par saint Mesmin l'ancien (Maximin de Micy),. Maximin était le 2e abbé de l’abbaye Saint-Mesmin de Micy, d’abord un monastère fondé vers l’an 500 par son oncle Euspice. Cette légende est à rapprocher des cérémonies druidiques qui persistaient au début de l'ère chrétienne ou à la tâche gigantesque d'assèchement des marais insalubres existant dans le proche environnement,.

### Préhistoire et Antiquité
Certains auteurs estiment qu'un culte chtonien, a précédé le culte chrétien dans cette grotte.

### Moyen Âge

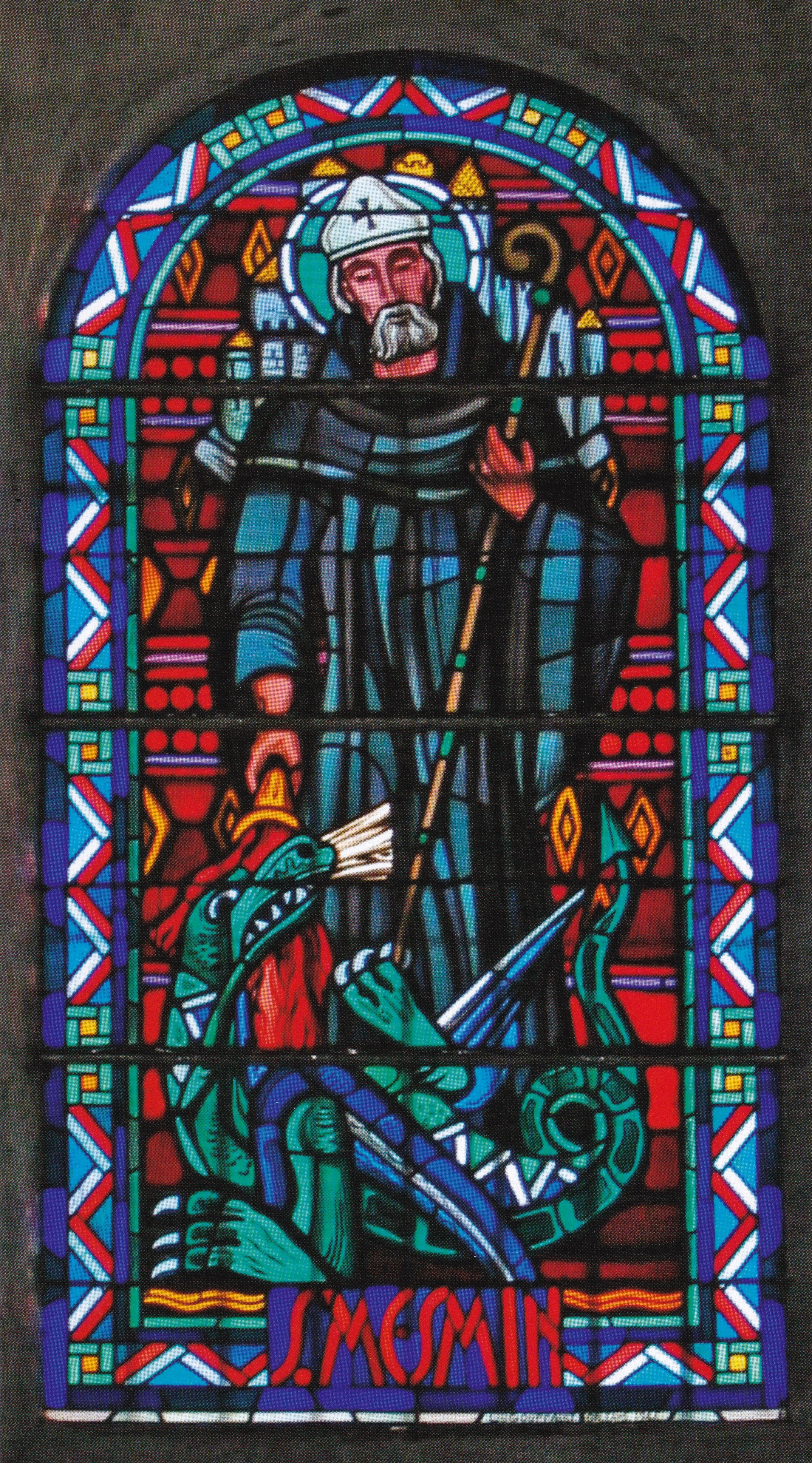
Saint Mesmin (vitrail de l'église Saint-Mesmin)

Maximin (saint Mesmin), qui traversait régulièrement le fleuve pour venir prier dans la grotte, y est enterré à sa mort en 520. Afin d'honorer sa mémoire, une chapelle est construite vers 550 à l'instigation d’Agylus (voir Saint-Ay) juste au-dessus de la grotte à l'emplacement de la villa. Par la suite, la grotte ne cessera d’être un lieu de pèlerinage jusqu’aux invasions normandes.
En 675, les reliques de saint Mesmin sont transférées vers la collégiale Saint-Aignan d'Orléans. Mais, jusqu'à cette époque, ceux qui le souhaitaient pouvaient être ensevelis au plus près de celui-ci (« ad sanctus ») dans le cimetière, qui à l'origine entourait l'église au Nord et à l'Est.
Le village Béraire (Villa Berarii), prend, au xe siècle, le nom de Cappella Sancti Maximini, en hommage à saint Mesmin de Micy.
L'église actuelle Saint-Mesmin est édifiée à partir du XIe siècle.
Afin d'éviter l'éboulement de la grotte, outre l'existence de deux piliers naturels formés de marne et de calcaire, deux murs de soutènement sont édifiés à l'intérieur de celle-ci au Moyen Âge afin de conforter l'église, et la partagent désormais en trois parties accessibles entre elles. Dans la partie est de la grotte, subsiste un escalier tardo-antique rénové au XIXe siècle remontant vers la surface (au niveau du chemin de halage supérieur à proximité de l'église actuelle) mais s'arrêtant dans la couche d'argile calcaire. Il est possible qu'avant le XIe siècle cet escalier ait débouché à l'intérieur de la première église basilique funéraire érigée vers 550 à l'initiative du vicomte d'Orléans, Agylus.
En 1493, le reliquaire de Saint-Mesmin est confié à l'abbaye Saint-Mesmin de Micy.

### Époque moderne
En 1562, une partie des reliques de saint Mesmin est détruite par les protestants. Pendant les guerres de religion, au moment de l’édification de la levée de la Loire, la falaise sur laquelle repose l'église risquant de s'effondrer, la grotte est murée puis oubliée pendant deux siècles. Toutefois, selon un rapport de la société archéologique et historique de l'Orléanais de 1858, ce mur a dû être renforcé au XVIIe siècle car, faisant suite à la redécouverte de la grotte, on y a retrouvé dans les déblais, plusieurs médailles, datant de 1613 pour la plus ancienne, et de 1649 pour la plus récente (ainsi qu'un plomb de maçon en forme de poire et cinq pièces de monnaie).
Au XVIIIe siècle, le reste des reliques de saint Mesmin est conservé dans l'église Saint-Mesmin.

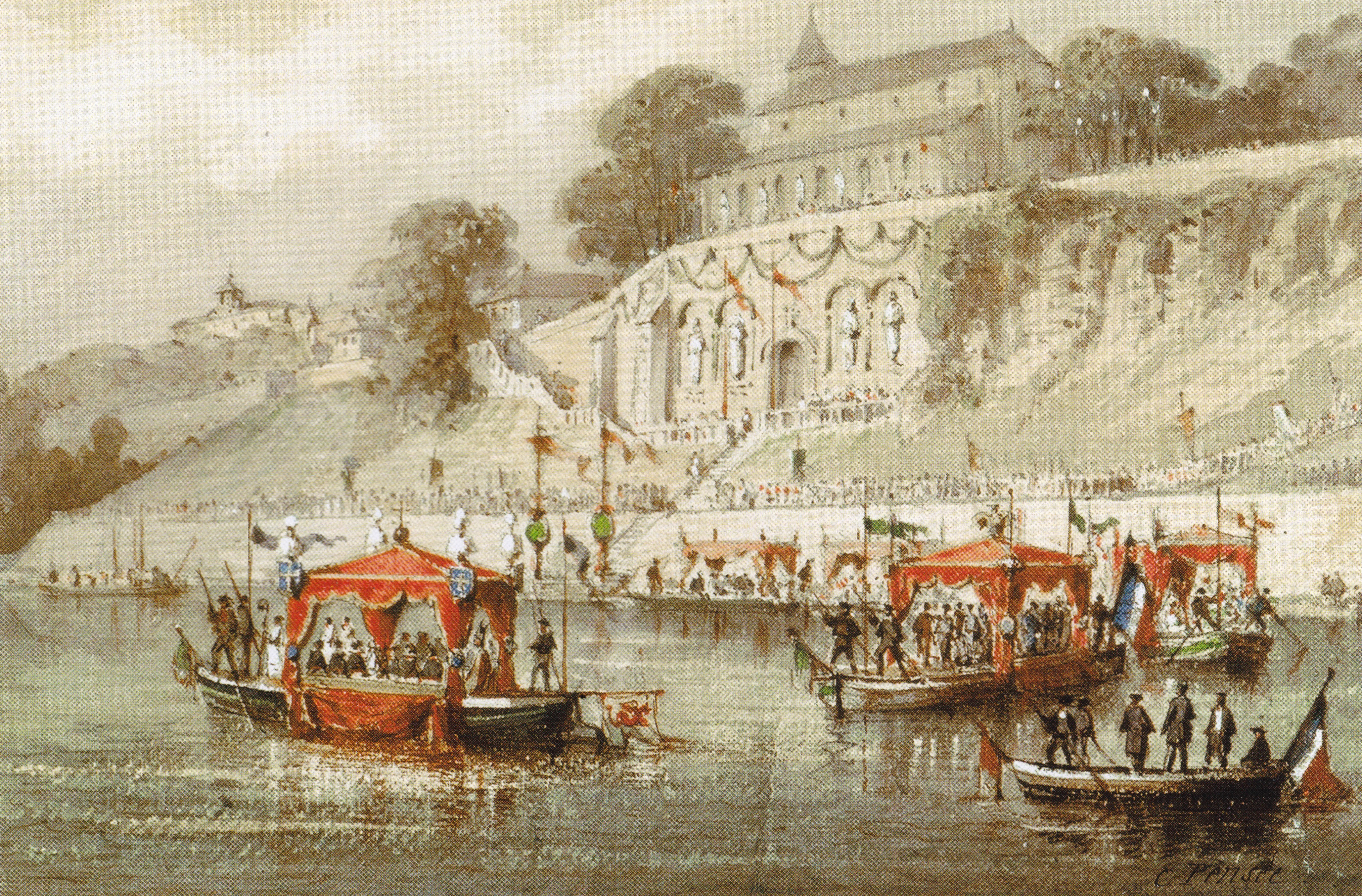
Inauguration de la grotte du dragon (gravure de Charles Pensée-1858).

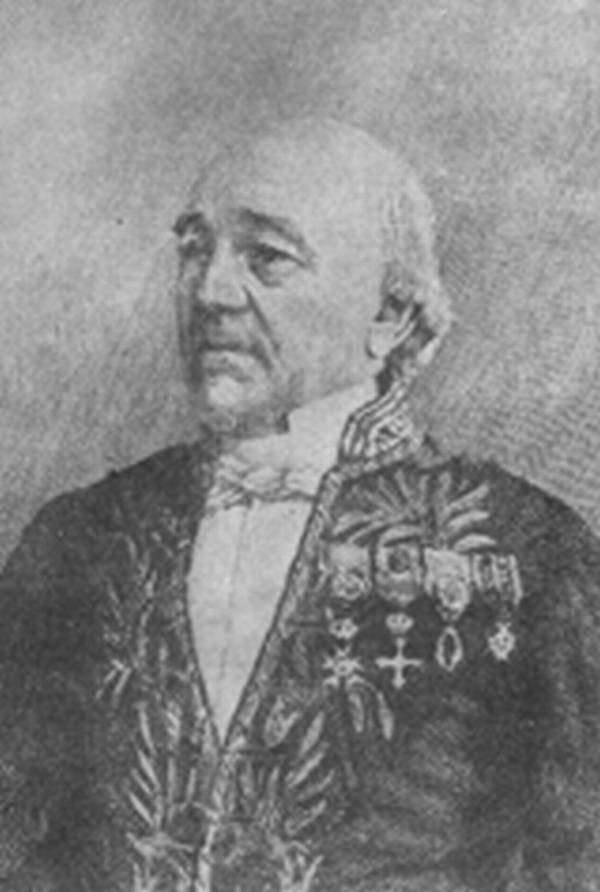
Alexandre Collin

Faisant suite à la crue de Loire et aux grandes inondations de 1856 qui avaient fragilisé la falaise et aux projets de travaux qui s'ensuivirent pour la solidifier, la grotte est enfin retrouvée par l'archéologue Ernest Pillon.
Son accès est réhabilité en 1857 par l'ingénieur Alexandre Collin, (1808-1890) avec l'édification d'un mur servant de contrefort couronné par un parapet accessible par un escalier depuis le chemin de halage, qui avec l'église au sommet constitue un tout inséparable. À l’intérieur de la grotte, contigu au banc de pierre, un autel consacré est ajouté par Alexandre Collin afin de permettre aux offices d'y être célébrés. La grotte est inaugurée en grande pompe par Mgr Dupanloup le 13 juin 1858 en même temps que la Croix de Micy située sur la rive opposée. En 1861, les reliques de saint Mesmin  sont remises par l'Église Saint-Nicolas de Blois. En 1870, le reliquaire de saint Mesmin est dérobé par les troupes prussiennes. Celui-ci, offert par Alexandre Collin en 1861, d'une taille approximative de 20 centimètres sur 30 centimètres, et qui avait fait l'objet d'une translation dans la grotte, était constitué d'un coffret doré et émaillé portant l'inscription latine : 

## Description

Intérieur de la grotte : le banc de calcaire

Autel aménagé dans la grotte

Profonde de dix mètres sur quinze environ de largeur (superficie totale d'environ 80 m2), elle se termine circulairement. Un banc taillé dans le tuf existe sur une partie de son pourtour. Ce banc servait autrefois, selon les archéologues, à des réunions druidiques.
Au centre, s'élèvent deux piliers ronds et massifs enrobés de moellons, soutenant la voûte que forme la roche ; au sud, deux autres piliers engagés dans un mur de construction plus récente ; les restes de chapiteaux qui couronnent les piliers datent certainement de la construction de l'église afin de soutenir la voute naturelle sur laquelle ses fondements reposent. Contigu au banc, un autel consacré a été ajouté par l'ingénieur Collin au XIXe siècle afin de permettre de célébrer des offices. Face à l'autel, est scellée dans le mur une plaque commémorant la date d'inauguration de la restauration de la grotte.
Une volée d'escalier condamnée, menant vers la surface, dont les marches devaient à l'origine déboucher à l'extérieur de l'abside Sud-Est a été réhabilitée en 1857.
Une imposante porte, posée en 1857 et sur laquelle figurent les lettres S M (Saint Mesmin) et les deux dates 520 et 1857, ferme l'accès à la grotte.
L'accès à la grotte par le chemin de halage supérieur se fait par un escalier de pierre de 35 marches et celui par la descente du parapet, au moyen d'un autre escalier de 42 marches.
On peut la visiter pendant la période des journées européennes du patrimoine.

## Périodes d'occupation
La grotte a probablement été habitée par des mammifères puis agrandie des mains de l'Homme au cours de la période préhistorique, puis utilisée comme repaire par le culte druidique au cours de l'Antiquité et au début du haut Moyen Âge,.
Après la mort de Mesmin, la grotte devient un lieu de pèlerinage incontournable jusqu’au IXe siècle et des prodiges, dit-on, y attirent les foules jusqu'à son oubli.
La grotte accueillit également les tombeaux, aujourd'hui disparus, de Théodomir (4e abbé mort en 570) et de Saint Mesmin le jeune (5e abbé mort en 593) de Micy.

## Archéologie

### Stratigraphie
Niveau stratigraphique du terrain : Aquitanien (entre 20 millions et 23 millions d'années).

## Faune

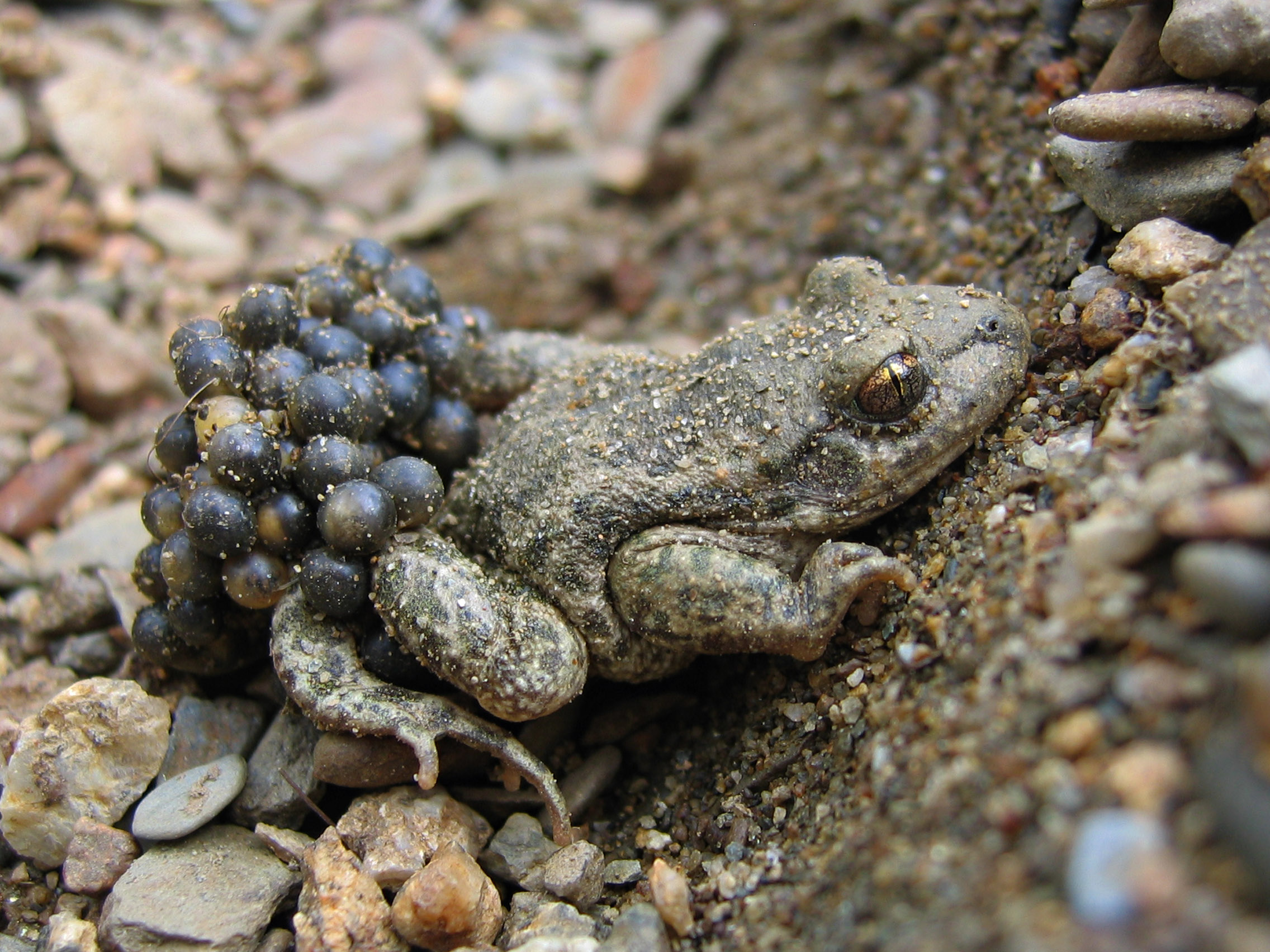
Alytes obstetricans

Plusieurs individus de crapauds accoucheurs (alyte obstetricans) espèce rare de la famille des discoglossidés, vivent dans la grotte. En France, il fait partie des espèces protégées.

#### Ouvrages
- Berthold de Micy, Vie de Saint-Mesmin : Vita Sancti Maximini, dédiée à Jonas, évêque d’Orléans, Abbaye de Micy, 830. Édité en 1668 par Dom Jean Mabillon, ASOB saec1, Paris, 1668, pp. 580-597. Bibliotheca hagiographica latina, Vol. 2, Vita BHL 5817, page 851, Bruxelles, 1898-1899, lire en ligne
- Jacques Maviel, « Ernest Pillon (1804-1874) Inventeur de la "Grotte du Dragon" à La Chapelle-Saint-Mesmin (Loiret) », Bulletin de la Société archéologique et historique de l'Orléanais, t. 13, no 109,‎ décembre 1995, p. 57-66 (lire en ligne, consulté le 28 février 2021)
- Jean-René Perrin (préf. Préface de Jean-Pierre Sueur Sénateur du Loiret), La Légende du Dragon de Béraire, Sampzon, Edilivre, 2017, 112 p. (ISBN 978-2-7521-0302-4). Académie d'Orléans Agriculture, Sciences, Belles-Lettres et Arts VIe Série- Tome 20 - 2010 - page 145 : Lire en ligne la communication de J.R Perrin (2010).
- Catherine Thion, La Chapelle-Saint-Mesmin, des siècles d'histoire, La Chapelle-Saint-Mesmin, Edité par la Ville de La Chapelle-Saint-Mesmin, 2007,2016, 93 p. (ISBN 978-2-9529017-0-3).
- Régis Martin, architecte DPLG, architecte en chef des MH, Eglise Saint-Mesmin, restauration et mise en valeur intérieure et extérieure : Etude préalable aux travaux de monuments historiques, 25 mars 2008, 54 p.
- Collectif, Bulletins annuels du Groupe d'Histoire Locale, La Chapelle Saint-Mesmin, GHL, depuis 1984 (ISSN 0981-0706).
- Abbé Patron (préf. Mgr Dupanloup), Recherches historiques sur l'Orléanais : où Essai sur l'histoire, l'archéologie, la statistique des villes, villages, hameaux, églises, chapelles, châteaux forts abbayes, hôpitaux et institutions de l'Orléanais proprement dit: depuis l'époque celtique jusqu'à nos jours, t. 1, Blanchard, 1870, 511 p. (lire en ligne), p. 366-368.
- Abbé Eugène Jarossay, Histoire de l'Abbaye de Micy-Saint-Mesmin Lez-Orléans (502-1790), son influence religieuse et sociale : d'après les archives et les documents originaux, pièces justificatives et gravures, avec une lettre de Mgr Touchet, Orléans, M. Marron, 1902, 543 p. (lire en ligne). Réédité en 2010 par Kessinger Publishing  (ISBN 978-1167713569). Disponible sur le site de University of Toronto Libraries (lire en ligne).
- Pierre Georges, Béraire ou La Chapelle Saint-Mesmin : La petite histoire, Vincennes, Editions de la vie contemporaine, 1936, 30 p..

### Documentaires
- Une série documentaire réalisée par la journaliste et réalisatrice Véronique Jacquinet intitulée Légendes de France, produite en 2018 et 2019, sur deux saisons, consacre une partie de l'épisode La Loire (2019) à la légende de saint Mesmin l'ancien et à la grotte du dragon de Béraire[30].